# Michael Woolfson
Michael Mark Woolfson (9 janvier 1927  - 23 décembre 2019 ) est un physicien et planétologue britannique. Il travaille dans les domaines de la cristallographie aux rayons X, de la biophysique, de la vision des couleurs et de la formation des étoiles et des planètes.

## Milieu universitaire
Il fait ses études au Jesus College d'Oxford et obtient son doctorat à l'UMIST, où il est supervisé par Henry Lipson (en). Il est assistant de recherche à l'UMIST de 1950 à 1952 et au Laboratoire Cavendish de l'Université de Cambridge de 1952 à 1954. Il est ICI Fellow, Université de Cambridge, de 1954 à 1955. À l'UMIST, il est chargé de cours de 1955 à 1961 et lecteur de 1961 à 1965. Entre 1959 et 1960, il prend un congé sabbatique en tant que consultant chez IBM, White Plains. Il est professeur de physique théorique à l'Université d'York de 1965 à 1994 et chef du département de physique de 1982 à 1987. Il est le premier prévôt du Goodricke College entre 1968 et 1972. Il est ensuite professeur émérite.
En novembre 1991, le Science and Engineering Research Council (SERC) créé un groupe, présidé par Woolfson, pour examiner les installations de synchrotron au Royaume-Uni . En avril 1993, le «rapport Woolfson» est publié. Parmi les recommandations faites dans le rapport figure la mise en place d'une nouvelle source de rayons X de moyenne énergie pour remplacer la source de rayonnement synchrotron existante, qui est alors située à Daresbury dans le Cheshire, au Royaume-Uni. Cette nouvelle source s'appelle la Diamond Light Source et, après quelques débats, il est décidé de localiser cette source au Rutherford Appleton Laboratory (RAL) dans l'Oxfordshire, au Royaume-Uni .

## Récompenses
Il devient membre honoraire du Jesus College en 1999. Il est élu membre de la Royal Society  en 1984 et est également membre de la Royal Astronomical Society et de l'Institute of Physics. Il est président et vice-président honoraire de la Yorkshire Philosophical Society .
Il reçoit la médaille Hughes de la Royal Society  en 1986, le prix Patterson de l'American Crystallographic Association en 1990, le prix Gregori Aminoff de l'Académie royale suédoise des sciences en 1992, le prix Dorothy Hodgkin de la British Crystallographic Association en 1997 et le prix Ewald Prix de l'Union Internationale de Cristallographie en 2002 .

## Ouvrages
Il a publié des articles et des livres sur les sujets de la cristallographie aux rayons X, de la science des matériaux, de la formation des planètes, des mathématiques, de l'imagerie, du temps, des probabilités et des statistiques, de la vision des couleurs et de l'astrophysique.
Woolfson est actif dans la recherche et la rédaction scientifique pendant près de 70 ans ; son premier article est publié en 1951  et son dernier livre sur les étoiles  est publié en juillet 2019, quelques mois avant sa mort.